# Grüne Linie
Die Grüne Linie ist eine Waffenstillstandslinie zwischen Israel und dem Westjordanland, dem Gazastreifen, den Golanhöhen und der Sinai-Halbinsel und ein anderer Begriff für die Demarkationslinie aus dem Waffenstillstandsabkommen von 1949. Der Name wird auf die grüne Tinte zurückgeführt, die während der Verhandlungen des Waffenstillstands zur Grenzziehung genutzt wurde.

## Geschichte
Bis zum Sechstagekrieg 1967 waren der Gazastreifen von Ägypten und das Westjordanland mit dem Ostteil Jerusalems von Jordanien völkerrechtswidrig besetzt. Seither stehen diese Gebiete sowie die Golanhöhen (1967 besetzt, 1981 annektiert) im Widerspruch zur UNO-Resolution 242 vom 22. November 1967 völkerrechtswidrig unter israelischer Gebietshoheit. Die Sinai-Halbinsel wurde 1979 nach Abschluss des Friedensvertrags an Ägypten zurückgegeben. Das Jerusalemgesetz von 1980 implizierte die Einordnung des Ostteils von Jerusalem in die Hauptstadt Israels durch Annexion, wobei der Status Jerusalems als israelische Hauptstadt bis heute völkerrechtlich umstritten ist. Im Westjordanland galt das jordanische Recht bis zum Oslo-Friedensprozess.

## Friedensverhandlungen
In den Friedensverhandlungen zwischen Israel und den Palästinensern spielt die Waffenstillstandslinie von 1949 als sogenannte Grenze von 1967 eine wichtige Rolle, da sie von der palästinensischen Seite als Grundlage einer zukünftigen Grenzziehung zwischen dem Staat Palästina und dem Staat Israel angesehen wird. Ein Angebot, auf mehr als 90 % des Westjordanlandes und auf 100 % des Gazastreifens sowie mit israelischem Landausgleich einen palästinensischen Staat zu errichten, wurde von Jassir Arafat und Mahmud Abbas jedoch abgelehnt; ungelöste Punkte waren der Anspruch der Palästinenser auf Ostjerusalem einschließlich des Tempelbergs und das Rückkehrrecht der palästinensischen Flüchtlinge und ihrer Nachfahren.